# Eustrotia tripartita
Eustrotia tripartita là một loài bướm đêm trong họ Noctuidae.